# Hans Schwarz (Ringer)
Hans Schwarz (* 19. August 1883 in Berchtesgaden; † 1960) war ein deutscher Ringer und mehrfacher Weltmeister im griechisch-römischen Stil im Schwergewicht bei den Berufsringern.

## Leben
Schwarz wuchs als Sohn eines Münchner Gastwirts auf und betätigte sich als Jugendlicher mit Turnen und Ringen. 1900 wurde er von seinen Eltern in die Metzgerlehre nach Wien geschickt. Dort begeisterte er sich an den dort stattfindenden Konkurrenzen der Berufsringer und strebte, er war ein kräftig gebauter junger Mann, gegen den Willen seiner Eltern ebenfalls eine Berufsringerkarriere an.
Nach einer längeren Vorbereitungszeit in München, einer seiner Trainer war der ehemalige deutsche Meister Michael Hitzler, nahm er ab 1906 an vielen Turnieren im In- und Ausland teil. Er rang, wie damals in Europa auch bei den Berufsringern üblich, ausschließlich im griech.-röm. Stil. Zunächst musste er sich noch meist den damaligen Meisterringern wie Heinrich Weber, Jakob Koch, Ernst Siegfried, Heinrich Eberle, Antonitsch aus Bulgarien und anderen beugen.
Im Dezember 1907 gelang ihm aber schon in Moskau im Kampf um den Goldenen Gürtel sein erster Turniersieg, dem er 1908, wiederum in Moskau den Sieg in der Meisterschaft von Russland vor dem 250 Pfund schweren Georgi Kaschew folgen ließ. 1909 nahm er in Sankt Petersburg erstmals an einer Weltmeisterschaft im Schwergewicht teil und gewann auf Anhieb den Weltmeistertitel vor dem Deutschen Jakob Koch, den Russen Iwan Schemjakin und Nikolai Wachturow und dem Türken Halil Adali.
1910 gewann er in seiner Heimatstadt München seinen zweiten Weltmeistertitel. Diesmal siegte er vor den Franzosen L. le Beaucairois und E. Vervet, dem Finnen S. Toumisto und dem Österreicher Reißbacher.
Auch bei der Weltmeisterschaft 1912 in Göteborg siegte Hans Schwarz. Er gewann vor S. Toumisto, Adolph Steurs, Belgien, Järvinen, Finnland und Hjalmar Lundin aus Schweden. Schließlich gewann er 1913 in Wien seinen vierten WM-Titel im Schwergewicht vor J. Smeykal aus Böhmen, A. Anglio, Martinique u. Aimable de la Calmette, Frankreich.
Von 1908 bis 1913 konnte Schwarz nur zwei Ringer nicht besiegen. Es waren dies Iwan Poddubny aus Russland und Stanislaw Cyganiewicz-Zybsko aus Polen.
Kurz bevor Schwarz 1914 in der deutschen Reichswehr in den Ersten Weltkrieg ziehen musste, gewann er noch ein stark besetztes Turnier in Leipzig vor Aimable de la Calmette, Georgewitsch, Serbien und Mazetti, Italien. Nach mehreren Verwundungen wurde er 1917 entlassen. Kaum genesen, stand er noch im selben Jahr auf der Matte und gewann in Berlin ein Turnier vor Paul Schmidt-Westergaard aus Hamburg. 1919 besiegte er in Berlin im Kampf um die deutsche Meisterschaft Georg Strenge (Berlin) in 75 Minuten.
1920 wurde Hans Schwarz in Berlin in einem international ausgeschriebenen Turnier Europameister im Schwergewicht vor Tom Jackson aus Australien, Hintze, Deutschland und Bambula, USA. In den Jahren von 1920 bis 1925 gewann Hans Schwarz noch Turniere in Rotterdam, Prag, Budapest, München, Hannover, Berlin und Königsberg und besiegte dabei so starke Ringer wie Jan Jaago aus Estland, Ambrosius de Sousa aus Portugal, Dostal aus der Tschechoslowakei, Otto Huhtanen aus Finnland, Leskinowitsch, Romanoff u. Petrowitsch (Exilrussen), Lassartesse aus Frankreich und die Deutschen Georg Strenge, Ernst Siegfried, Karl Saft, Paul Karsch, Hans Steinke u. Willi Urbach. Selbstverständlich ist diese Liste nicht vollständig. Lediglich einen Ringer konnte er in dieser Zeit nicht mehr besiegen: Paul Schmidt-Westergaard, der ihn als Weltmeister ablöste.
1927 startete er bei einer Weltmeisterschaft im Berliner Sportpalast und gewann auch dort den WM-Titel vor Jan Jaago und Petrowitsch, einem Exil-Russen. Im selben Jahr gewann er ein Turnier in Wien im Zirkus Renz vor Jan Jaago, Janos Czaya, Petrowitsch sowie Josef Steinbach, wurde aber nur Zweiter in Wien bei einem Turnier im Zirkus Zentral hinter Otto Huhtanen. 1928 wurde er Zweiter im Zirkus Renz hinter Jan Jaago. 1929 gewann er ein Turnier in Bukarest.
Hans Schwarz zog sich 1930 von der Ringermatte zurück nach einem dritten Platz in Frankfurt hinter Theodor Stekker und Landau sowie endgültig nach einem Turniersieg in Budapest vor Ivan Martinoff und Jan Jaago. 
Er trainierte wohl seinen 1908 geborenen Sohn Hans Schwarz, der sich ab 1930 mit großen Erfolgen ebenfalls als Berufsringer betätigte, aber auch als Schauspieler Karriere machte.